# 华椴
华椴（学名：Tilia chinensis）为锦葵科椴树属的植物，为中国的特有植物。分布于中国大陆的湖北、云南、四川、甘肃、陕西、河南等地，生长于海拔630米至3,800米的地区，见于山顶、山坡针阔混交林中、山坡林中、山顶杂木林中、高山山谷针叶林下、山坡、林中及杂木林中，目前尚未由人工引种栽培。
其种加词“chinensis”意为“中国的”。

## 异名
- Tilia chinensis Maxim. var. investita (V. Engl.) Rehd.
- Tilia baroniana Diels
- Tilia chinensis var. chinensis
- Tilia laetevirens Rehder & E.H.Wilson
- 云南椴 Tilia yunnanensis Hu